# Opatija Pannonhalma
Teritorijalna opatija Pannonhalma (mađarski: Pannonhalmi Bencés Főapátság; latinski: Territorialis Abbatia Santi Martini Monte Pannonia; njemački: Abbey Martin Berg)  je benediktinska opatija na brdu sv. Martina (Márton-hegy) pored gradića Pannonhalma u sjevernoj Mađarskoj. Smještena je na visini od 282 metara i jedan je od najstarijih povijesnih spomenika u Mađarskoj. Vjeruje se da je u podnožju ovog brda rođen Sveti Martin, po kojem je brdo i nazvano, a po njemu se opatija naziva i Opatija na Martinovom brdu (Márton-hegyi Apátság). Nakon Monte Cassina u Italiji, ona je najveća teritorijalna opatija (rimokatolička samostalna opatija sa svojim osobnim biskupom) na svijetu. UNESCO-ova svjetska baština od 1996. godine.

## Povijest
Kraljević Gejza je zasnovao ovu opatiju 956. godine kao prvi benediktinski samostan u Mađarskoj, koji je za vrijeme kralja Stjepana I. (1001.) postala središtem Benediktinaca u cijeloj Mađarskoj. Tada je izgrađena i posvećena opatijska bazilika koja se u 13. stoljeću proširila u romaničkom, te u 15. stoljeću u gotičkom stilu.
Samostan je opsežno obnovljen i proširen u 17. i 18. stoljeću u baroknom stilu. Josip II., car Svetog Rimskog Carstva, je 1786. godine, kao i sve ostale benediktinske samostane u državi, raspustio opatiju. Od 1802. godine ponovno su se monasi vratili u samostan, ali sada s glavnom zadaćom obrazovanja. Od 1824. do 1832. godine izgrađena je monumentalna knjižnica, a od 1868. do 1886. godine nova crkva.
Za vrijeme komunizma, već 1945. godine, svi samostani u Mađarskoj su nacionalizirani. Godine 1995., godinu dana prije njenog tisućitog rođendana, opatija je vraćena monasima i obnovljena. Sljedeće godine upisana je na UNESCO-ov popis mjesta svjetske baštine u Europi kao primjer evolucije samostanske arhitekture kroz 1000 godina.

## Samostanski kompleks
Najveće znamenitosti opatije su:
- Gotička bazilika s kriptom iz 13. stoljeća, koju je proširio Matija Korvin 1472. godine dodavši joj novi svod, istočne lađe i kapelu sv. Benedikta.
- Klaustar se nalazi na starom ulazu u baziliku i uređen je u renesansnom stilu 1486. godine.
- Monumentalna knjižnica s više od 360.000 naslova izgrađena je u 19. stoljeću. Ona ima središnju ovalnu prostoriju čiji je svod oslikan alegorijama srednjovjekovnih znanosti: Pravo, Teologija, Medicina i Umjetnost. Opatijski arhiv je rijetka i bogata zbirka dokumenata od prvih stoljeća mađarske državnosti, kao što su: Povelja o osnutku opatije kralja Stjepana I. Svetog (1002.), te Povelja o osnutku opatije Tihany (1055.) koja sadrži najstarije zapise riječi i fraza na mađarskom jeziku.
- Barokni refektorij koji je oslikan iluzionističkim slikama u drugoj polovici 1720-ih.
- Opatijska umjetnička zbirka koja je druga najveća u Mađarskoj
- Neoklasicistički Milenijski spomenik (1896.) je jedan od sedam spomenika podignutih povodom tisućljetne obljetnice dolaska Mađara u Panoniju 1896. godine. Izvorno je to bio 26 metara visok toranj s dvostrukom kupolom i kolosalnim mjedenim reljefom Krune sv. Stjepana. Zbog zapuštenosti vanjski omotač je ukonjen 1930-ih i danas ima oblik prostorije s plitkom kupolom (izvorno unutarnja kupola).
- Gospina kapela (1714.) ima tri barokna oltara i male orgulje, a bila je namijenjena puku koji je živio izvan opatije. Ispod kapele se nalazi kripta opatijskih monaha.
- Arboretum (Botanički vrt) je začet 1830. godine sadnjom 80 vrsta drveća i grmlja iz okolice opatije. Danas ima više od četiri stotine vrsta drveća i grmlja od kojih su mnogi mađarski endemi.

- Povelja o osnutku opatije (1002.)
- Unutrašnjost bazilike sv. Martina
- Vrata iz klaustra u baziliku
- Vitraj sv. Martina s pročelja bazilike
- Detalj zvonika

## Vanjske poveznice
- Opatija Pannonhalma  Arhivirana inačica izvorne stranice od 4. srpnja 2019. (Wayback Machine) (engl.)